# Сергеев, Максим Вячеславович (хоккеист)
Максим Вячеславович Сергеев (род. 4 июля 1987, Казань) — российский хоккеист, защитник.

## Биография
Восптанник казанского «Ак Барса», с сезона 2003/04 стал играть за «Ак Барс-2». В сезоне 2006/07 также провёл один матч в Суперлиге за «Ак Барс» и 4 — за «Нефтяник» Лениногорск. Играл за команды низших лиг «Ариада-Акпарс» Волжск (2007/08, 2008/09, 2011/12),
«Газпром-ОГУ» Оренбург (207/08 — 2009/10), «Металлург» Медногорск (2007/08), «Газпром-ОГУ-2» (2008/09), «Сокол» Новочебоксарск (2008/09), «Нефтяник» Альметьевск (2010/11, 2014/15 — 2016/17), «Титан» Клин (2011/12 — 2013/14), «Сокол» Красноярск и «Дизель» Пенза (2017/18), «Ермак» Ангарск (201/19), «Буран» Воронеж (2018/19 — 2019/20).
После сезона 2020/21, проведённого в чемпионате Беларуси в составе «Немана» Гродно и «Шахтёра» Солигорск, вернулся в Россию. Играл за «Рязань» (ВХЛ, 2021/22) и «Феникс» Казань (ВХЛ-Б, 2022/23), после чего завершил карьеру.
Победитель хоккейного турнира зимней Универсиады 2011 года.
Детский тренер в Казани.